# グループS
グループSはFISAが1980年代後半に世界ラリー選手権（WRC）に導入を予定していたカテゴリーである。

## 概要
グループSはWRCのラリーカーの性能の抑制と参戦コスト低減を目的にグループBに替わるカテゴリーとして構想されたもので、1987年からの導入が予定されていた。しかし1986年にグループBラリーカーによる死亡事故が相次ぎ、グループB、グループSより性能が抑えられたグループAが1987年からWRCに導入されることになり、各メーカーによるグループSラリーカーの開発計画も破棄された。

## グループS構想の経緯

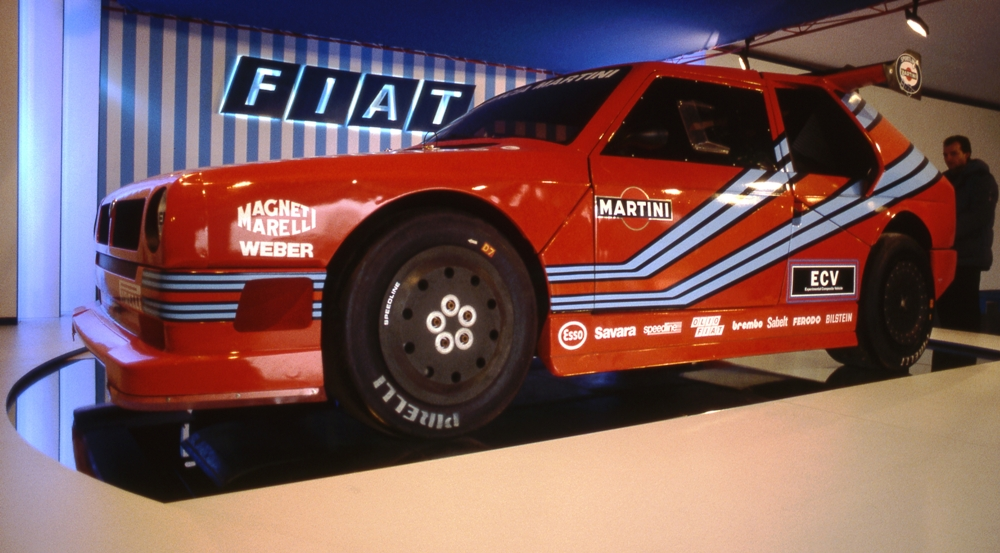
1986年12月、ボローニャ・モーターショーで展示されたランチア・ECV

グループSは、ラリーカーの性能の抑制とWRC参戦メーカーのコスト削減を目的として1985年9月にFISAマニュファクチャラーズ委員会により発表されたグループBに替わるWRCの新カテゴリーで、導入は1987年シーズンからとされていた。
グループSの規定はエンジンはNA 2.4リッターか1.2リッターターボエンジンで、ロータリーエンジン（3.6リッター）の使用も認められ、出力は300馬力までとした。4WDの採用も可能で、車体正面と側面の垂直衝撃テストが義務付けられ、車両の最低重量は1,000㎏、ロールケージはクロムモリブデン鋼の使用が求められた。ホモロゲーション取得に必要な最低生産台数は10台で、エボリューションモデルの公認には更に10台の製造を必要とした。グループSカーは1987年はポイント対象外での参戦が可能、1988年から本格導入が計画されていた。
グループS構想の発表を受けて各メーカーはグループSカーの開発を始めていたが、1986年3月のポルトガルラリーでの死亡事故後、FISAはグループS移行を1年遅らせて1988年開始と発表した。しかし第5戦 ツール・ド・コルスでのヘンリ・トイヴォネンとセルジオ・クレストの事故死の後、FISAは緊急理事会を開催しグループBの1986年限りでの終了、グループS導入の中止と1987年からのグループA導入を決定した。
FISAの決定に対しWRCのトップドライバーたちは第6戦 アクロポリス・ラリーでFISAに要請書を提出した。その内容はターボ、可燃性素材（FRP）、ターマック・ラリーでのスリックタイヤの使用禁止を求め、安全面ではグループBがグループAより優れているとした。そのうえで300馬力までに制限されたエンジンと、軽量素材と空力部品の使用が規制され、クラッシュテストが義務付けられているグループSラリーカーが最善であるとしてグループSの導入を求めた。
しかしFISAの決定は覆ることは無く1986年6月、WRCに1987年からグループAが導入されることが改めて確認された。
こうして1987年からWRCはグループAカーをトップカテゴリーとして開催されるようになったが、4WDターボのグループAカーのホモロゲーション取得に必要な連続する12か月間に5,000台の生産をクリア出来る自動車メーカーは多くはなかったため、FIAは4WDターボ車をラインナップに持たないメーカーのWRC参入を促すためキットカーの導入を模索するようになった。TTEのオベ・アンダーソンによると、1987年にはFISAは各エントラントに新グループS案を既に提案していたという。
1989年のシーズンオフに開かれたFIAの総会で、1993年または1994年からグループS規定に近似したグループR（Group Rally）規定が導入される予定であることが発表された。グループRとは連続した12か月間に1万台以上生産された4シーター車両をベースとして広い改造範囲を認めたラリーカーで、フランス自動車連盟のコンストラクター委員会による案を発展させた規定だった。1990年5月にFISAはグループR構想を廃案としたが、それに替わる新規定を提示した。最低生産台数は2,500台、外観の改造範囲はグループB並でサスペンション、エンジンの大幅改造も認め、ターボエンジンの排気量は2.5リッターまでとした。一方でタイヤ・ホイールサイズ、車重は制限を設け、2WDから4WDへの改造は不可と言うものであった。これは廃案となったグループR規定に類似した、事実上のプロトタイプ・ラリーカーのWRCへのエントリーを容認するものであった。フランスのメーカー（ルノー、シトロエン）とランチアはこの新規定の実施を支持していたが、日本のメーカーとフォード、オペル（GM）は強く反対しており、結局この新規定案もFISAのモータースポーツ委員会で否決され、1993年以降もグループAラリーカーの存続が決定した。
一度は否決されたキットカー案だが、1993年頃になるとグループS規定導入の再検討という形で再び注目されることになった。この検討の過程で主にフランスの自動車メーカーが2WD・NA2リッター車の導入を強く求めた結果フォーミュラ2（F2）として新規定が成立し、1993年からFIAカップがF2クラスに懸けられ、1995年にはF2ラリーカーをアップグレードさせたF2キットカーも参戦可能な2リッター世界選手権（W2L）に格上げされた。WRCも1997年からF2キットカーに移行する予定であったがW2Lの注目度の低さから計画は撤回され、グループSと同様の4WDターボでエンジン出力を300馬力までとするワールドラリーカー規定がWRCに導入されることになった 。

## グループSラリーカー

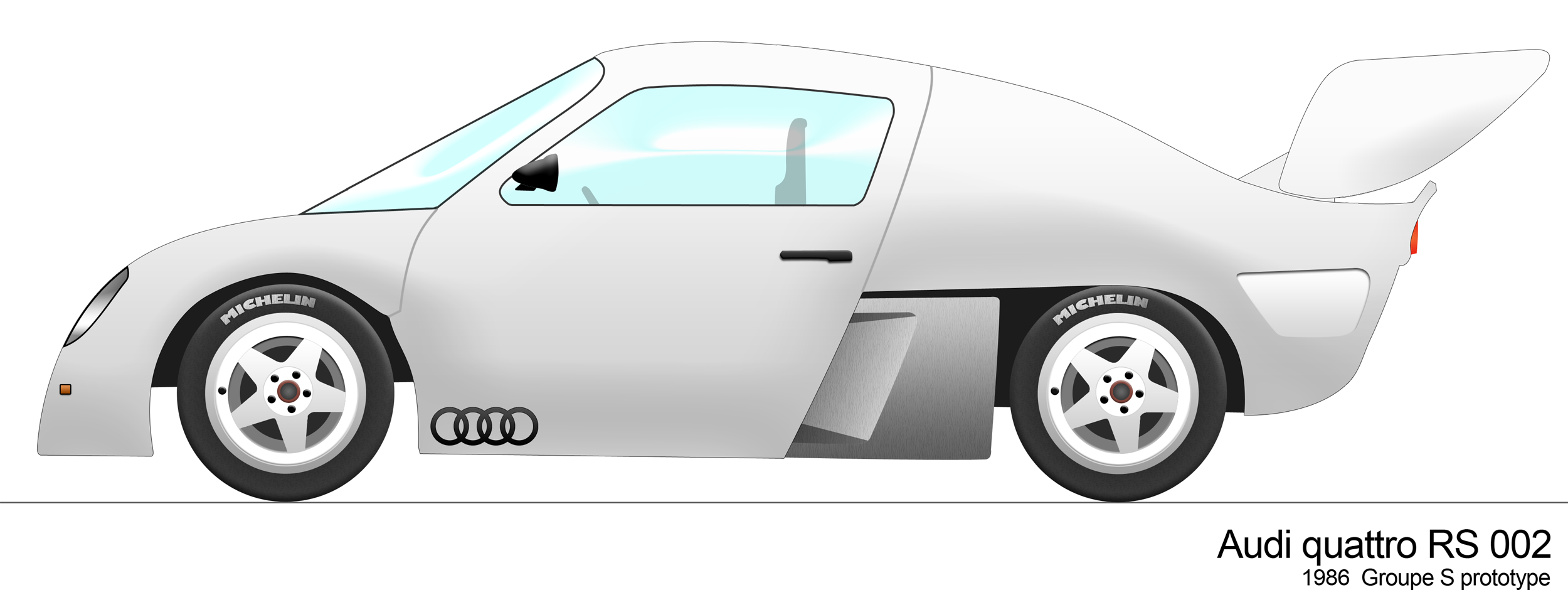
アウディ・スポーツクアトロ RS002
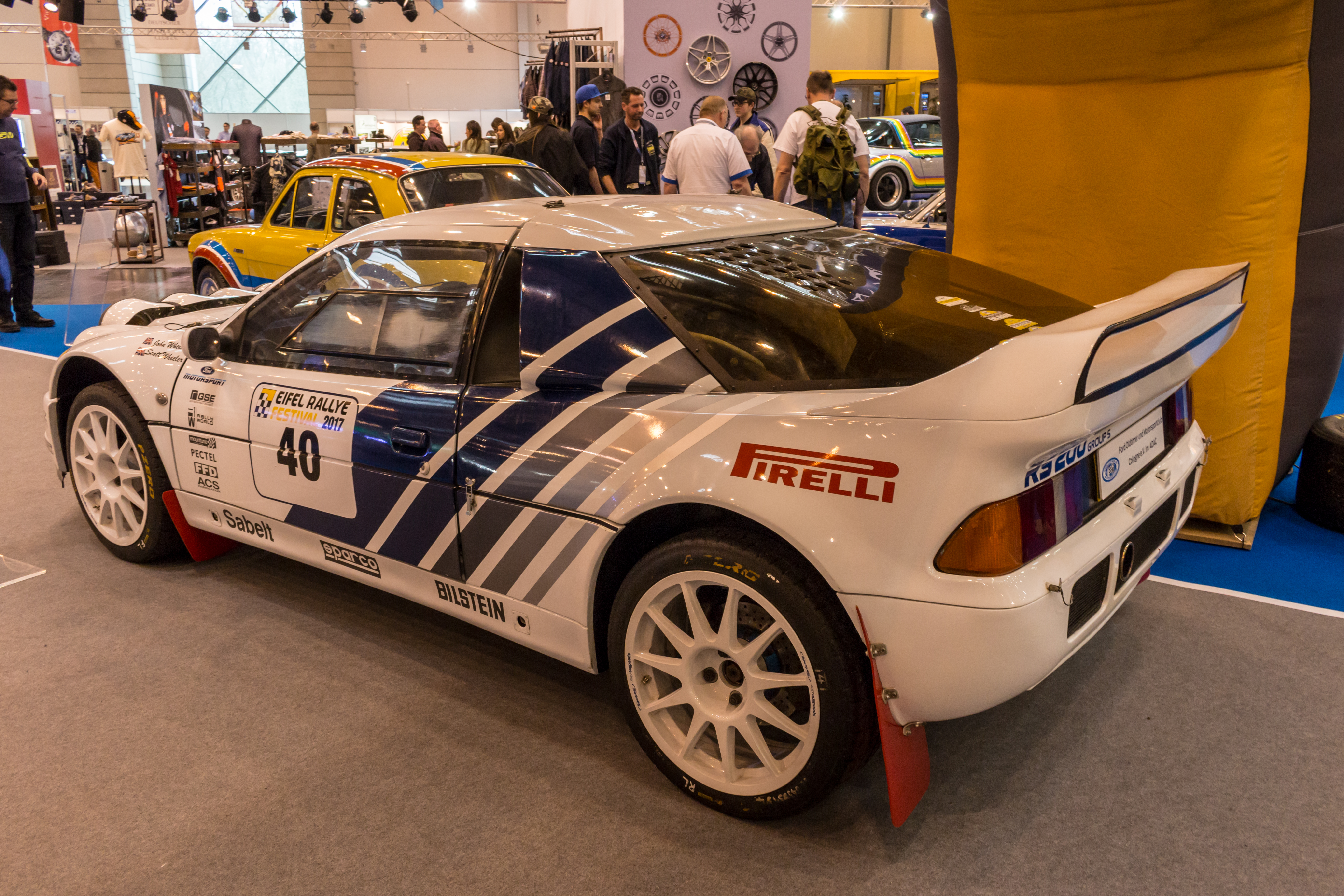
フォード・RS200 Gr.S
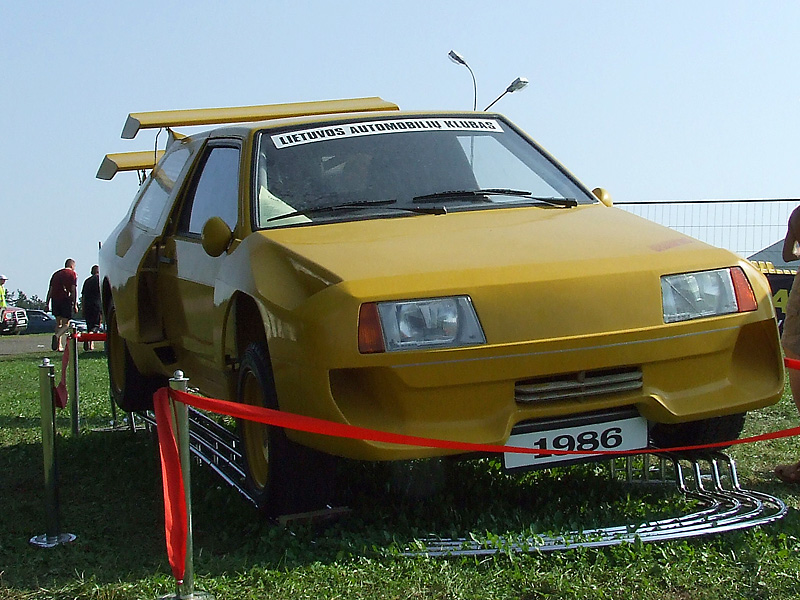
ラーダ・サマーラ EVA Sプロト
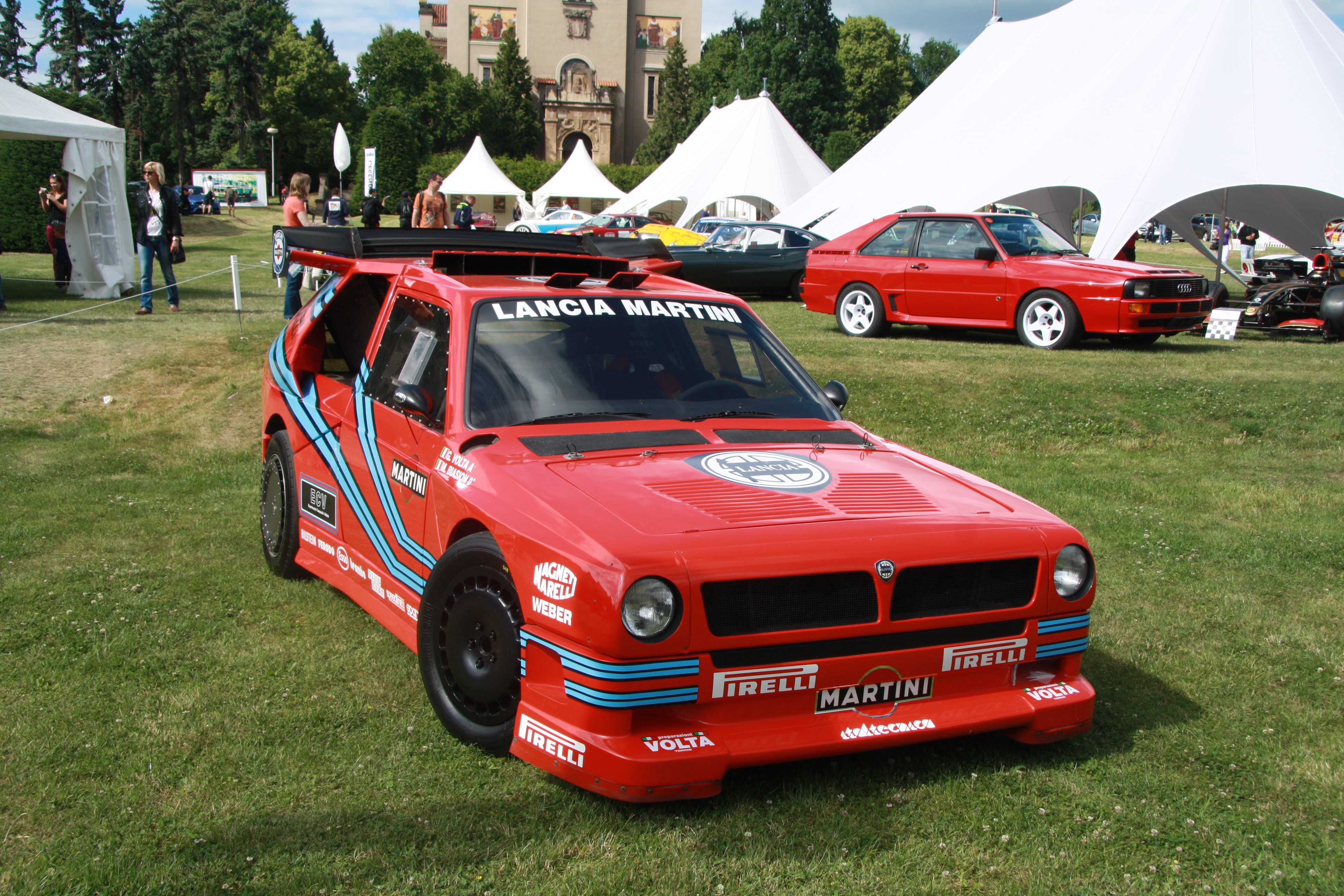
ランチア・ECV
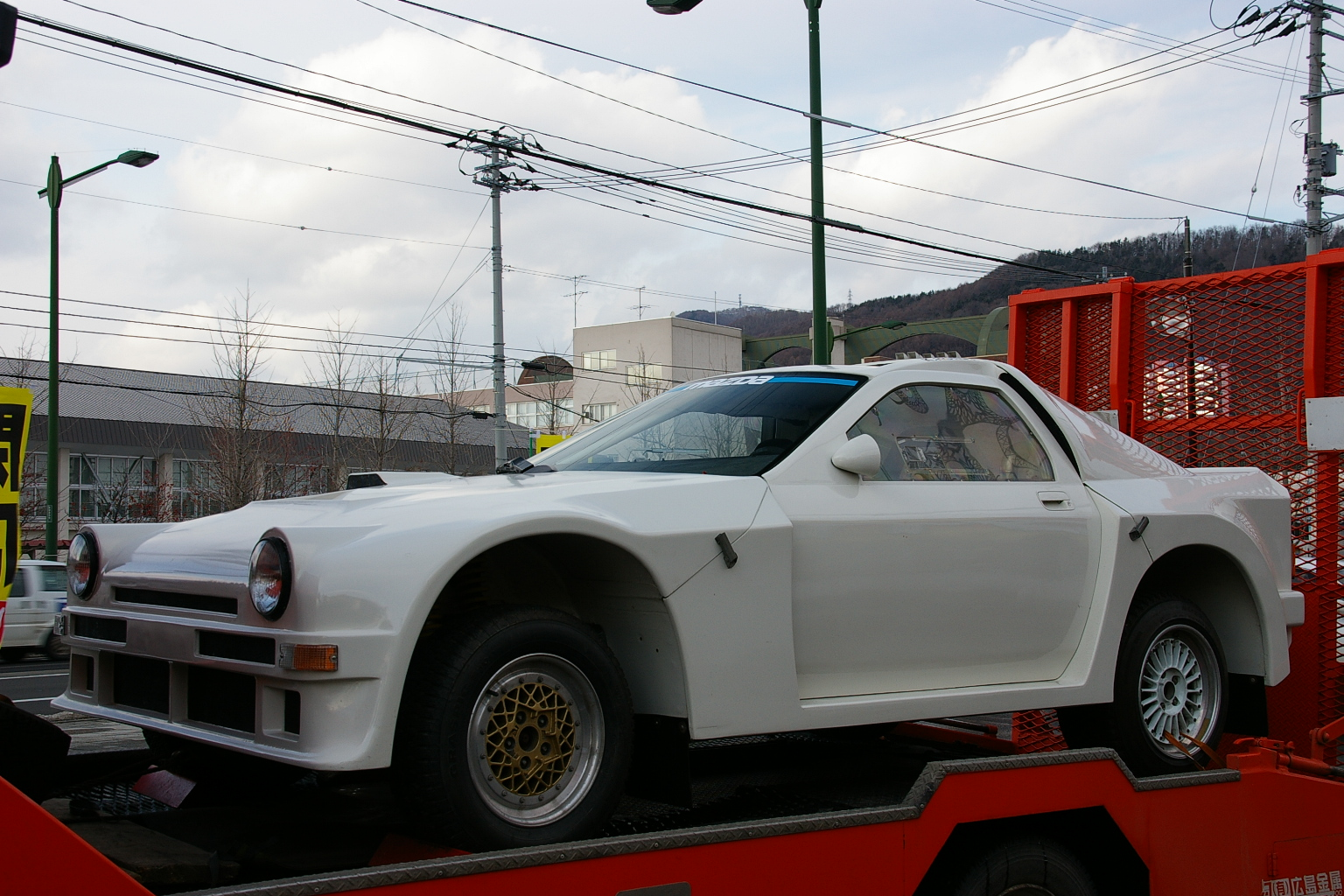
マツダ・RX-7 FC3S Gr.S
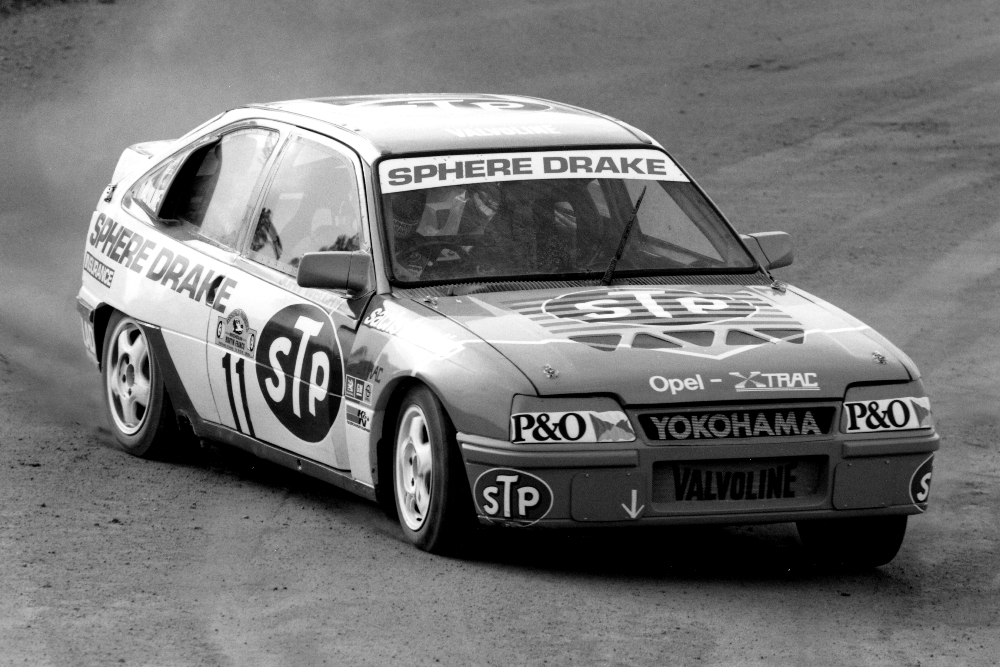
オペル・カデット E GSi 4×4
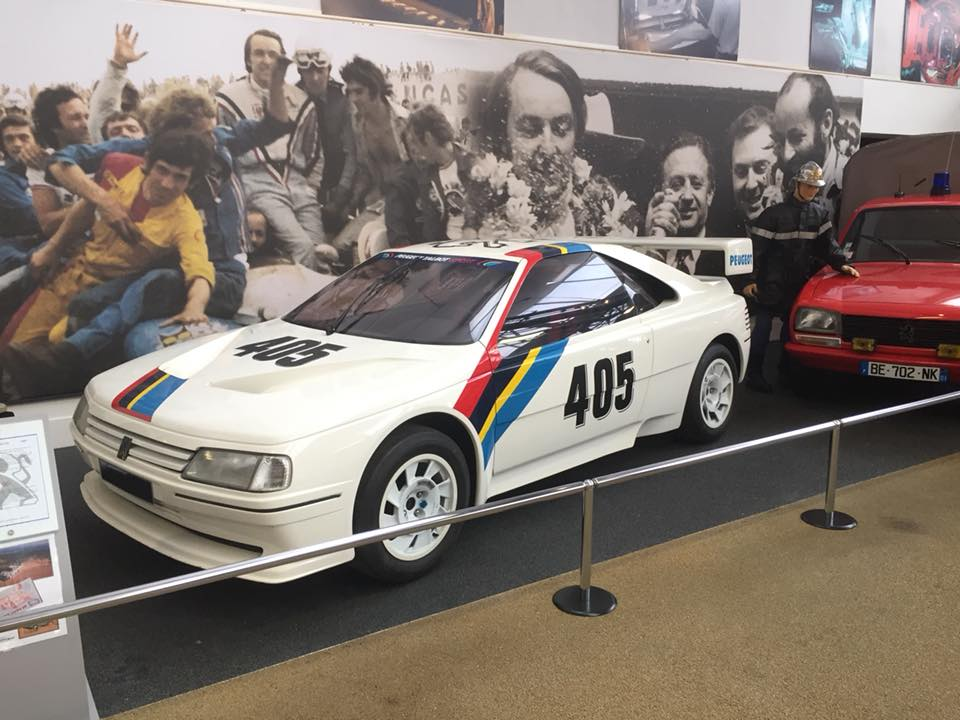
プジョー・405 T16 Gr.S
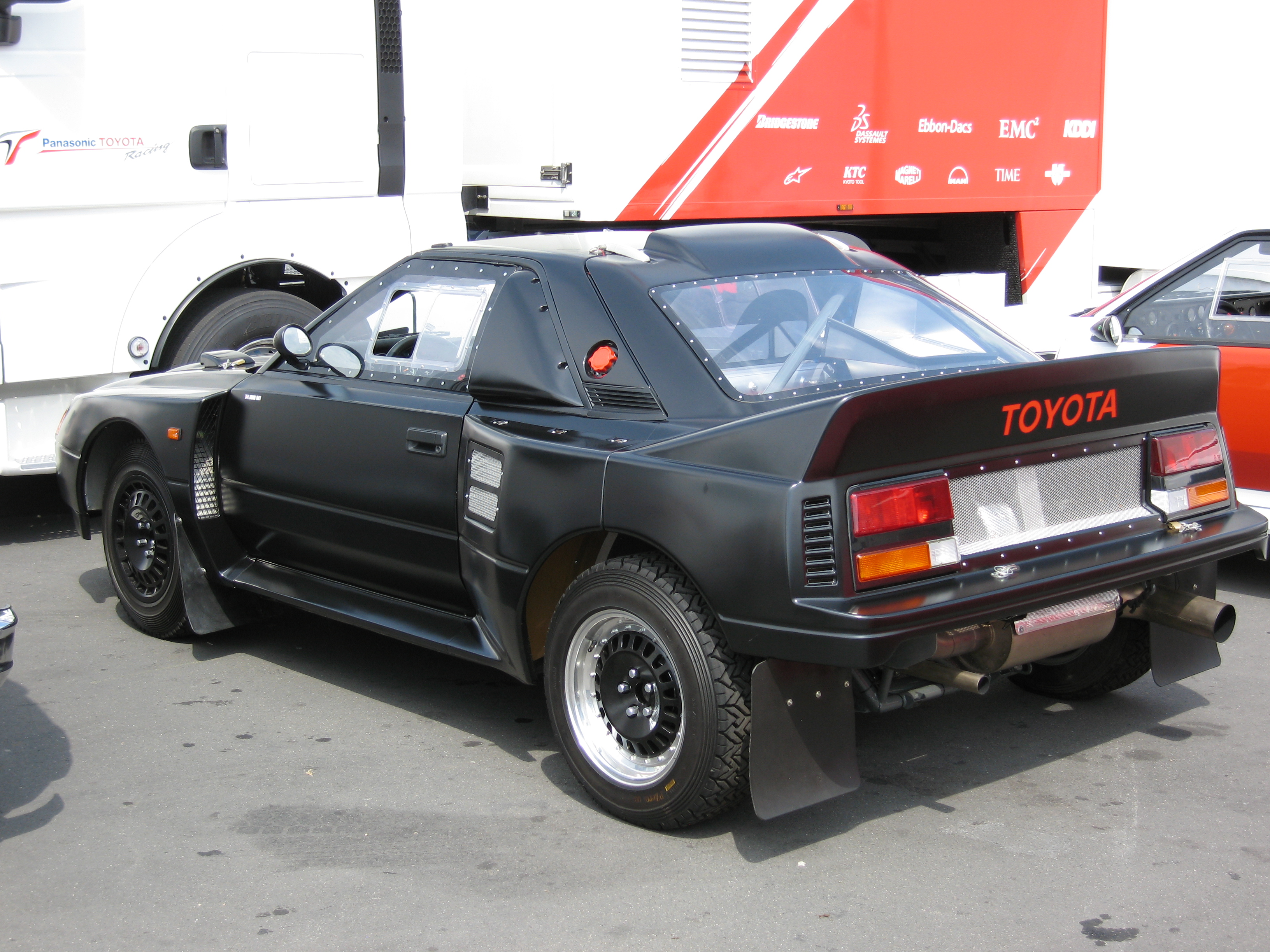
トヨタ・222D
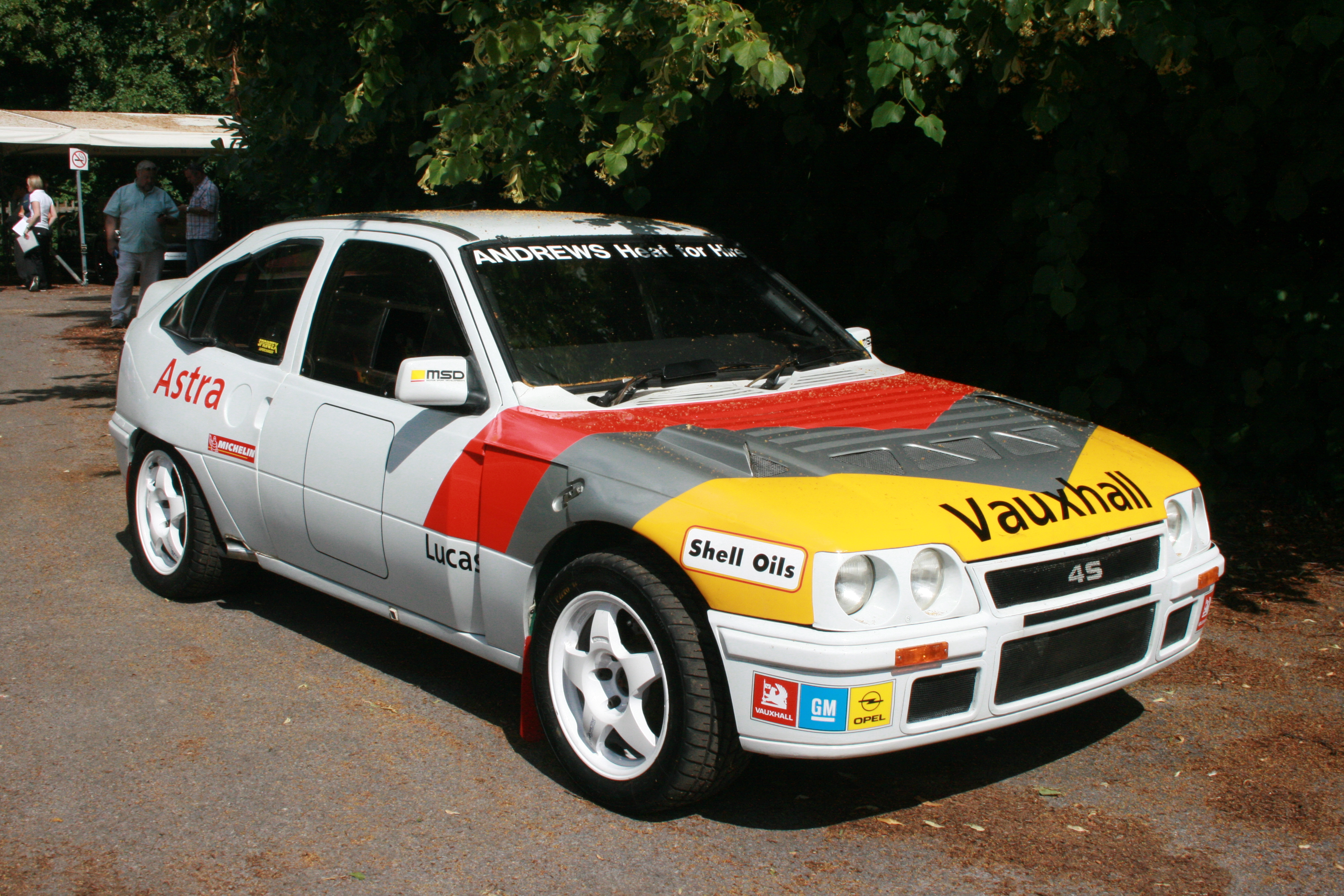
ボクスホール・アストラ 4S